# Tresviri agris dandis
De Tresviri (of triumviri) agris dandis et assignandis vormden in het Oude Rome een bijzondere commissie van lagere magistraten die werden benoemd telkens wanneer ager publicus (d.i. van staatswege veroverd gebied) moest verdeeld worden.